# Eat the Heat
Eat the Heat è un album pubblicato dalla band heavy metal tedesca Accept nel 1989.
In questo album non è presente Udo Dirkschneider come cantante, sostituito da David Reece. Successivamente il membro fondatore degli Accept tornerà nel gruppo.

## Tracce
1. X-T-C – 4:26
2. Generation Clash – 6:26
3. Chain Reaction – 4:42
4. Love Sensation – 4:43
5. Turn the Wheel – 5:24
6. Hellhammer – 5:30
7. Prisoner – 4:50
8. I Can't Believe in You (CD bonus track) – 4:50
9. Mistreated – 8:51
10. Stand 4 What U R – 4:05
11. Break the Ice (CD bonus track) – 4:14
12. D-Train – 4:27

## Formazione
- David Reece: voce
- Wolf Hoffmann: chitarra
- Jim Stacey: chitarra
- Peter Baltes: basso
- Stefan Kaufmann: batteria